# Celestus montanus
Celestus montanus е вид влечуго от семейство Слепоци (Anguidae). Видът е застрашен от изчезване.

## Разпространение и местообитание
Разпространен е в Гватемала и Хондурас.
Обитава гористи местности, планини, възвишения, склонове и каньони.

## Описание
Популацията на вида е намаляваща.